# Аборты в Тринидаде и Тобаго
Аборты являются очень серьёзной проблемой в государстве Тринидад и Тобаго. Законы, определяющие данную процедуру, действуют уже около 90 лет. Аборт — одна из самых распространённых хирургических процедур в Тринидаде и Тобаго, и большинство из них происходит в течение первых 12 недель беременности.

## Законы
Тринидад и Тобаго был островным государством под британским правлением до 1962 года. Следовательно, многие из их статутов повторяют те, что были приняты в Великобритании, включая Закон о преступлениях против личности 1861 года, в котором говорится, что аборт является незаконным.
Британское дело «Рекс против Борна» 1938 года имеет большое влияние, даже по сей день, на законы Тринидада и Тобаго об абортах. Доктора Борна судили по закону о преступлениях против личности за то, что он сделал аборт 15-летней девочке, изнасилованной группой солдат. В данном случае обязанность обвинения состояла в том, чтобы доказать вне всяких разумных сомнений, что операция была проведена не по доброй воле ради благополучия девочки. Судья постановил, что Борн как врач обязан прервать беременность, если на разумных основаниях и при наличии достаточных знаний он убеждён, что конечный результат беременности приведёт к ухудшению физического и/или психического здоровья девочки. После этого Борн был оправдан.
В островном государстве Тринидад и Тобаго в законе о преступлениях против личности от 3 апреля 1925 года говорится, что аборты являются незаконными.
Аборт разрешается только в том случае, если он будет:
- Спасать жизнь женщины;
- Сохранять физическое и/или психическое здоровье.

Разрешение на прерывание не допускается для случаев:
- Изнасилование или инцест;
- Нарушение функции плода;
- Экономические или социальные причины;
- Доступность по запросу[3].

Женщине, сделавшей аборт, назначается наказание в виде четырёх лет лишения свободы, а врачу или другому лицу, проводящему такую процедуру, — такое же наказание. Помощь в процессе поиска кого-либо для проведения аборта или других предварительных шагов также является незаконной и карается двухлетним тюремным заключением.

## Небезопасные аборты и их последствия
По мнению Всемирной организации здравоохранения (ВОЗ), небезопасный аборт — это «процедура прерывания нежелательной беременности либо лицами, не обладающими необходимыми навыками, либо в условиях, не соответствующих минимальным медицинским стандартам, либо и тем и другим». Небезопасные аборты в Тринидаде и Тобаго привели к росту материнской заболеваемости и посещений больниц.
В Тринидаде и Тобаго коэффициент материнской смертности составляет 55 на 100 000 живорождений.
Хотя в законе говорится, что аборт разрешён для сохранения психического здоровья женщины, закон не даёт чёткого определения того, какие проблемы психического здоровья охватываются этим законом. Поэтому практикующим врачам, юристам и акушеркам может быть трудно судить, когда следует соблюдать закон в том, что касается психического здоровья. Именно по этой причине многие врачи не решаются делать аборты, а затраты очень высоки. Женщины, которые могут позволить себе дорогостоящие, но безопасные аборты в частных клиниках и больницах, являются единственными, кто остаётся незатронутым данной проблематикой. Нехватка безопасных ресурсов вынуждает женщин, которые либо молоды, либо бедны, искать более дешёвые, опасные для жизни методы прерывания нежелательной беременности, где они в конечном итоге оказываются в больнице. Для проведения небезопасных, но дешёвых абортов используется лекарственное средство мизопростол.
Это довольно массовая проблема, которая настолько распространена, что в большинстве, если не во всех государственных больницах, есть целая палата, выделенная для женщин, страдающих от осложнений небезопасного аборта. Осложнения, возникающие в результате подпольных абортов, обходятся в колоссальные 1 миллион долларов Тринидада и Тобаго в месяц. Лечение включает в себя хирургическое вмешательство, переливание крови, медикаменты и ночлег. Небезопасные аборты могут привести к сепсису, кровотечению, цервикальным осложнениям или перфорации матки, причём наиболее распространёнными проблемами в отделениях неотложной помощи являются сепсис и кровотечение. Женщины, которые не обращаются за медицинской помощью, имеют проблемы с бесплодием, тазовыми проблемами, включая воспалительные заболевания тазовых органов и хроническую тазовую боль.

## Нынешние взгляды
Хотя аборт не разрешён, другие методы контрацепции, такие как оральные контрацептивы, презервативы и перевязка маточных труб, широко используются и принимаются. Вероятно, контрацептивы также стали популярными с 90-х годов. Сегодня оральные контрацептивы, внутриматочные контрацептивы, и мужские и женские презервативы можно бесплатно получить в государственных медицинских учреждениях.
Правительство Тринидада и Тобаго связано с католической церковью, и многие законы основаны на христианских заповедях. В овуляционном методе регулирования естественной фертильности Биллингса заявлено, что они действуют при Архиепископской комиссии по семейной жизни католической церкви.
Католическая церковь и, следовательно, правительство считают, что половой акт служит только цели объединения брака и/или зачатия детей. В церкви было предложено альтернативное решение для легализации всех абортов, известное как метод овуляции Биллингса. Этот метод предполагает, что женщина должна наблюдать симптомы в её теле, которые указывают, является ли она фертильной или бесплодной, и это определит, должна ли пара участвовать или воздерживаться от сексуальных действий.
«Адвокаты за безопасное родительство: улучшение репродуктивного равенства» (ASPIRE) — некоммерческая организация в Тринидаде и Тобаго, основанная в 1999 году, которая выступает за реформу законодательства об абортах, улучшение сексуального образования в школах и сервиса контрацепции.
Они были первой организацией, которая последовательно боролась с взглядами и законами правительства в отношении прав на аборты. Они принимали участие в проведении исследований медицинских записей женщин, касающихся абортов, разработали типовую политику и законы, кампании в средствах массовой информации и опросы за прошедшее десятилетие.

## Сопутствующие вопросы
Организация Объединённых Наций сообщает, что в 90-е годы XX века произошло сокращение использования контрацептивов из-за ограничений доступа и поставок. Правительство Тринидада и Тобаго также считает, что рождаемость и численность населения слишком высоки.